# Gustav Ericssons Automobilfabrik

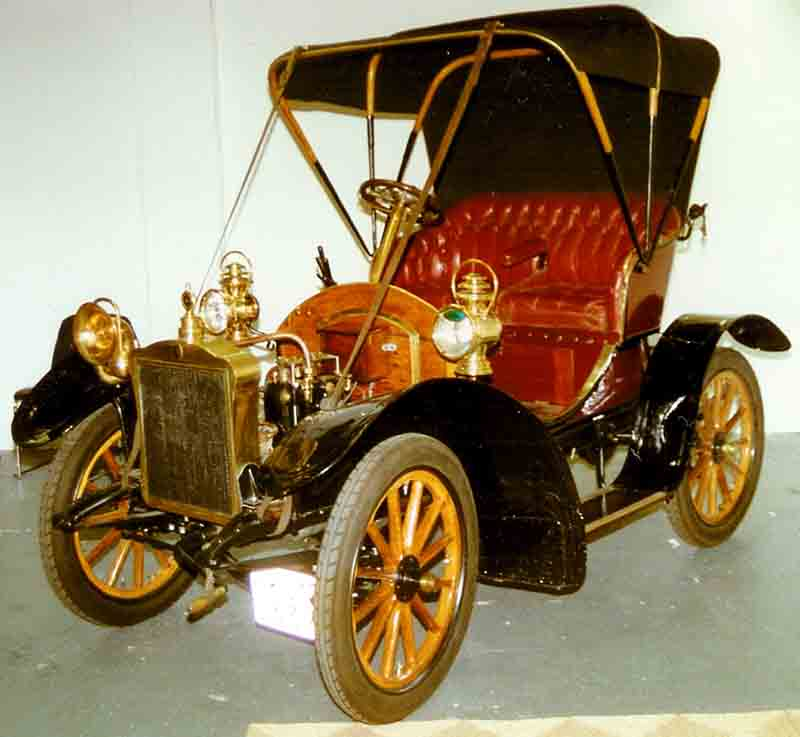
Gurik von 1907

AB Gustav Ericssons Automobilfabrik war ein schwedischer Hersteller von Automobilen.

## Unternehmensgeschichte
Gustav L. M. Ericsson gründete 1905 in Stockholm das Unternehmen und begann mit der Produktion von Automobilen. Der Markenname lautete zunächst GEA, ab 1907 Gurik. 1909 endete die Produktion.

## Fahrzeuge

### Markenname GEA
1905 entstand ein Fahrzeug mit Sechszylindermotor, der als der erste Sechszylindermotor aus schwedischer Produktion gilt. Der Motor war aus drei Zweizylindermotoren der Fafnir-Werke zusammengesetzt. Der runde Kühlergrill ähnelte denen von Delaunay-Belleville. Es blieb bei einem einzigen Exemplar.

### Markenname Gurik
Dieser Markenname wurde zwischen 1907 und 1909 verwendet. Im Angebot standen zwei Modelle mit Vierzylindermotoren. Dies waren der 12/14 HP und der 16/20 HP.
Ein Fahrzeug dieses Herstellers ist erhalten geblieben.